# Psihološko propagandni komplet M-91
Psihološko propagandni komplet M-91 (ili samo M-91) treći je album crnogorskog pjevača Ramba Amadeusa. Objavio ga je 1991. PGP RTB. Album sadrži deset pjesama od kojih su hitovi Džemo voli džem, Inspektor nagib, Halid invalid, Hari i moderna obrada narodne pjesme Mila Jovovića Smrt popa popa.  Ime je dobila po pušci M-91.

## Sastav
- Prateći vokali: Alexis i Krisel Kovač
- Bas gitara: Dragan Markovski
- Bubnjevi: Goran Ljuboja

## Plagijati
- Abvgd- Kalinka, Labuđe jezero[2]
- Jemo voli džem-Pump up the jam (Technotronic)[3]
- Ja-Get Up (I Feel Like Being A) Sex Machine (James Brown)[4] Gušti su gušti[5] (Zana)
- Halid Invalid, Hari- Volio bih da te ne volim (Hari Mata Hari)

## Glazebni snimci
- Smrt popa Mila Jovovića[6]
- Jemo voli džem[7]
- Inspektor Nagib[8]

## Zanimljivosti
- Postoje dvije fan teorije za pjesmu Halid, ivalid Hari. Prva teorija je ismijavanje grupe Hari Mata Hari. A druga teorija glasi da je Rambo htio odati počast Hali Gali Halid-u (odnosnu frontmenu Majki Goranu Baretu).
- Na internetu kruži fan teorija da je Rambo pjesmu Pump up the jam grupe Technotronic (čija je pjesma Jemo voli džem zapravo obrada) navodno prvi put čuo u nekom klubu u Sarajevu.
- U tekstu pjesme Inspektor Nagib aludira se kult Josipa Broza.

I navik'o se pušit' na original cigara 

Mlad organizam, al' prihodi niski